# Distretto di Goshta
Il distretto di Goshta è un distretto dell'Afghanistan appartenente alla provincia del Nangarhar. Viene stimata una popolazione di 13 905 abitanti (stima 2016-17).